# Juninho Fonseca
Alcides Fonseca Júnior, detto Juninho Fonseca (Olímpia, 29 agosto 1958), è un allenatore di calcio ed ex calciatore brasiliano, di ruolo difensore.

## Caratteristiche tecniche
Giocava come difensore centrale. Non era supportato da una grande tecnica individuale e sopperiva a tale limite con una determinazione che a volte sfociava in un gioco ruvido al limite del regolamento.

## Carriera

### Club
Cresciuto nella Ponte Preta, con cui esordì nel 1975 nel Campionato Paulista contro il Botafogo-SP, si mise in evidenza anno dopo anno con la squadra bianconera, tanto da vincere la Bola de Prata nel 1982, ottenendo un trasferimento nel più blasonato Corinthians. Con la squadra di San Paolo, giocò più di quaranta partite, divenendo uno dei favoriti dei tifosi quando, durante il Taça de Ouro 1984 si improvvisò direttore d'orchestra, guidando i cori della torcida durante la vittoria per 4-1 sul Flamengo.
Dopo aver lasciato il Corinthians si accasò al Clube Atlético Juventus prima e al Vasco da Gama poi, giocando le ultime partite nel Campeonato Brasileiro Série A con il Cruzeiro. Ha chiuso la carriera nel 1992 con lo Yomiuri.

### Nazionale
Ha giocato 4 partite per il Brasile, venendo incluso tra i convocati per il campionato del mondo 1982.

### Curiosità
Ha raccontato a Globoesporte un aneddoto legato alla partita Italia-Brasile del Mondiale dell'82. Al termine di quella sfida ha ricevuto, senza saperlo, la maglia n° 20 dell'Italia, indossata da Paolo Rossi. Dopo la fine della partita, è andato nello spogliatoio dell’Italia e ha offerto la sua maglia per scambiarla con qualcuno degli Azzurri in festa. Gli è stata lanciata una maglia arrotolata, rimasta per anni chiusa in una borsa. Tempo dopo ha scoperto che quella era la maglia di Pablito e ha deciso di fare un piccolo museo nella sua nuova casa a Ribeirão Preto, dove l'ha esposta.

## Palmarès

### Club

#### Competizioni nazionali
- Campionato paulista: 1

Corinthians: 1983
- Taça Guanabara: 1

Vasco da Gama: 1986
- Campionato giapponese: 2

Yomiuri: 1991, 1992

### Individuale
- Bola de Prata: 1

1982